# Doftbräken
Doftbräken, Dryopteris fragrans, är en träjonväxtart som först beskrevs av Carolus Linnaeus, och fick sitt nu gällande namn av Heinrich Wilhelm Schott. Dryopteris fragrans ingår i släktet Dryopteris och familjen Dryopteridaceae. Inga underarter finns listade.
Arten förekommer i arktiska delar av Eurasien och Nordamerika samt över Uralbergen, nordasiatiska bergstrakter och Himalaya till Kina. Doftbräken hittas ofta i klippiga områden med stenar som är täckta av mossa och lav. Den föredrar i Ryssland områden med kalksten.
Beståndet kan påverkas av klimatförändringar. Hela populationen anses vara stabil. IUCN listar arten som livskraftig (LC).